# Comtat de Valga
Valga (en estonià Valgamaa) és un dels comtats en què es divideix Estònia. La seva capital és Valga. Segons cens de 2021 compta amb una població de 27.651 habitants distribuïts en una superfície de 1,917 km2.

## Govern local
El govern del comtat (en estonià Maakonnavalitsus) és dirigit per un governador o maavanem, que és nomenat pel govern d'Estònia per un període de cinc anys. Des del 2005 el governador és Georg Trašanov.

## Municipis
El comtat se subdivideix en municipis. Hi ha dos municipis urbans (o linnad, "ciutats") i 11 de rurals (o vallad, "comuns") al comtat de Valga.

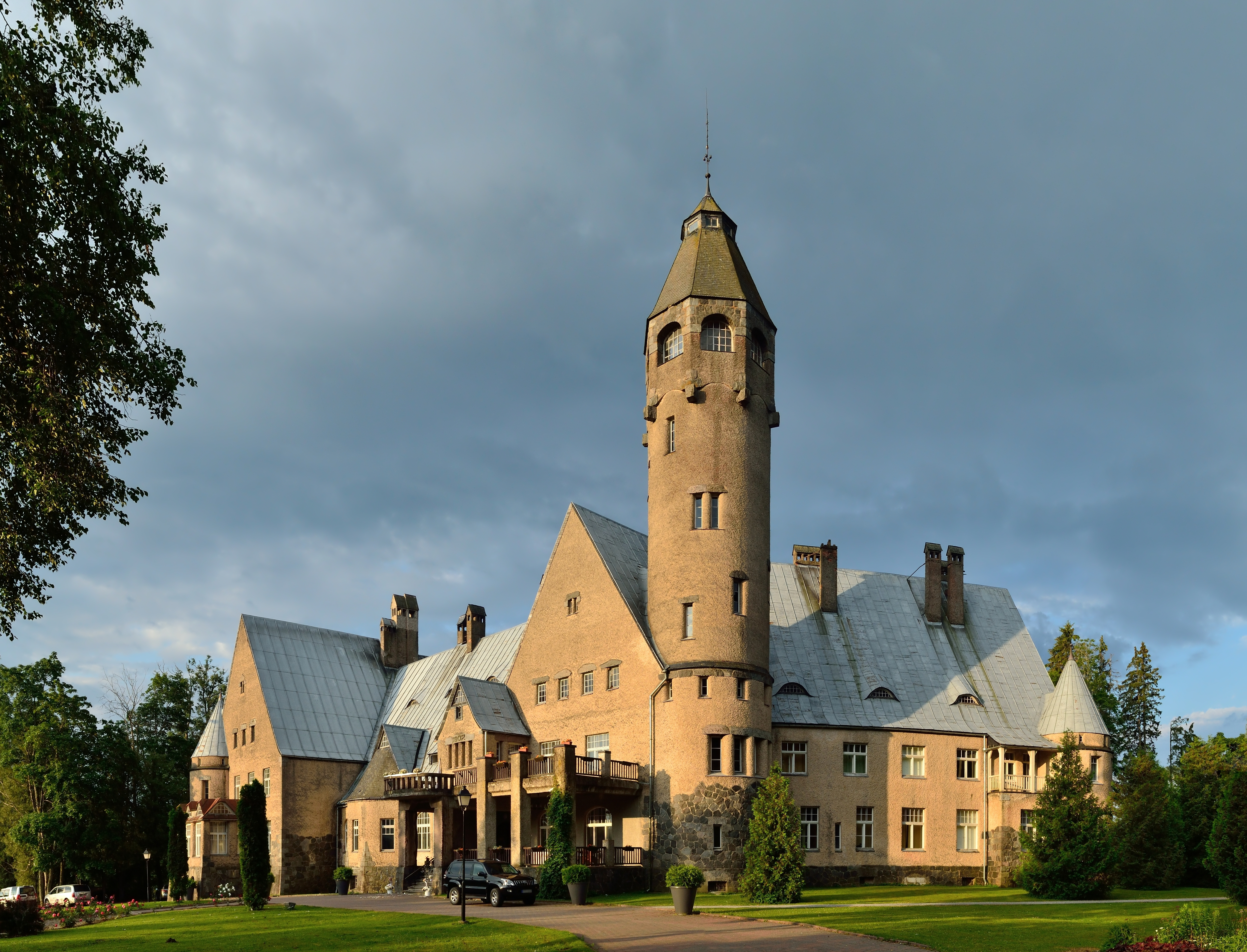
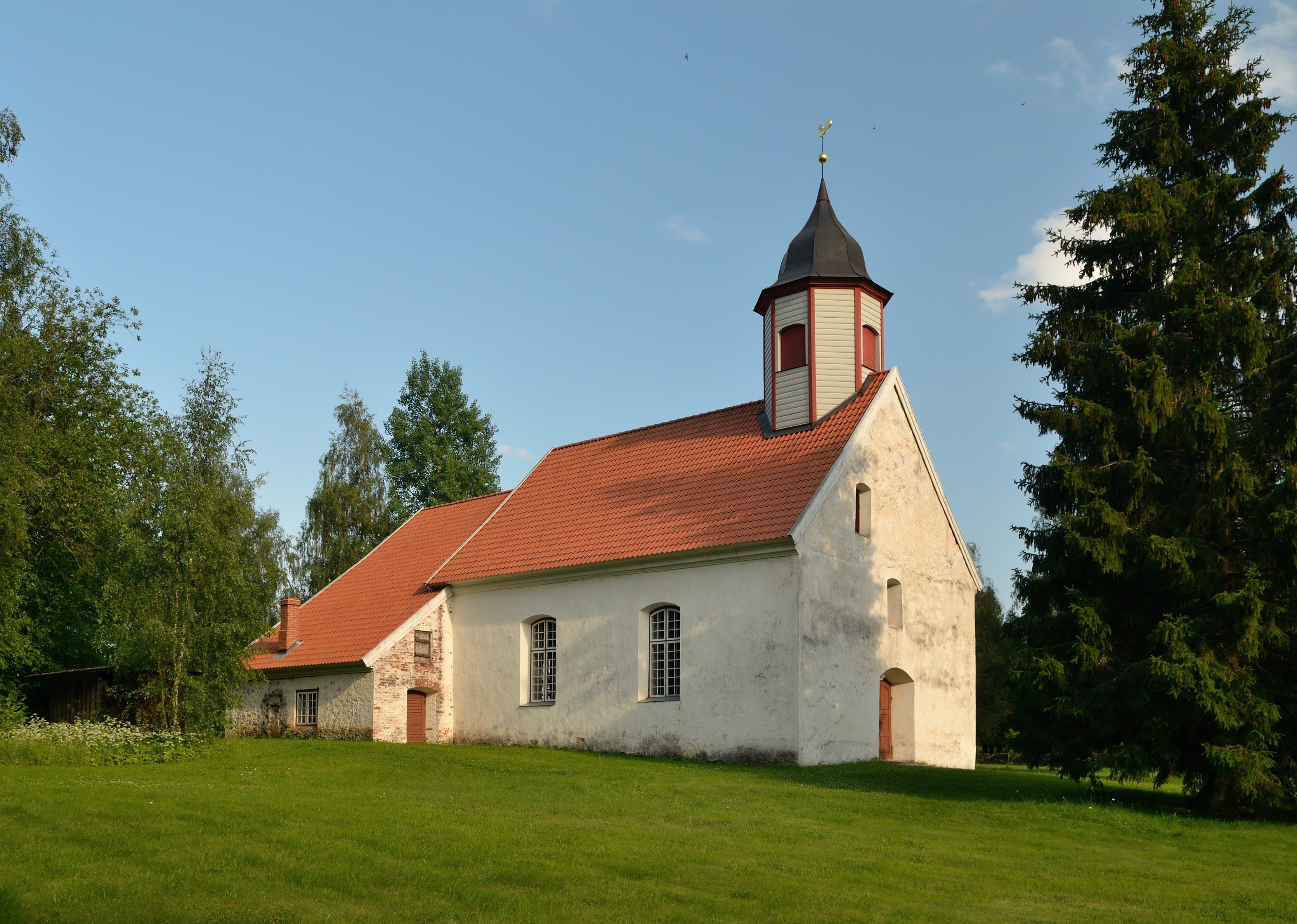
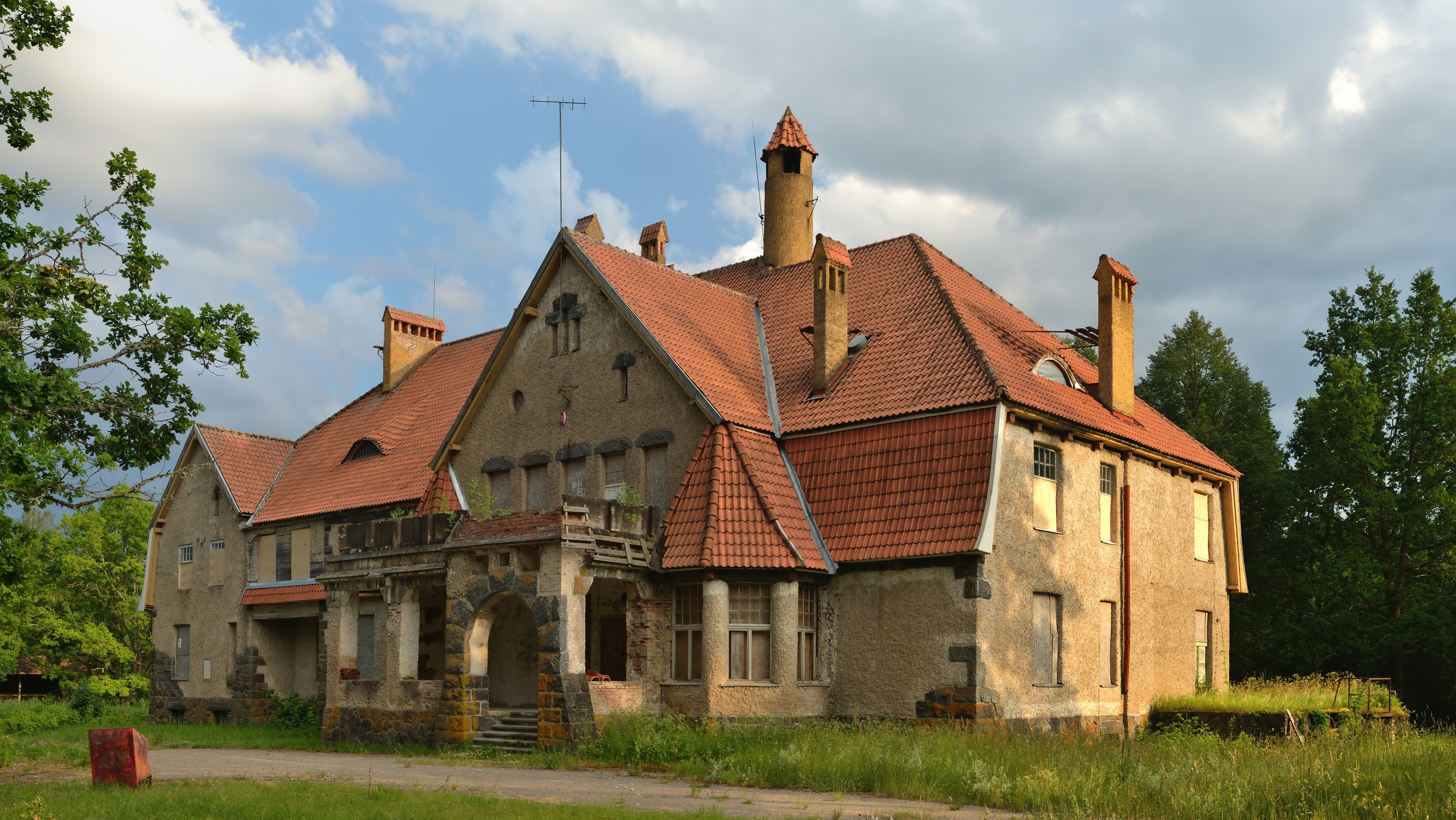
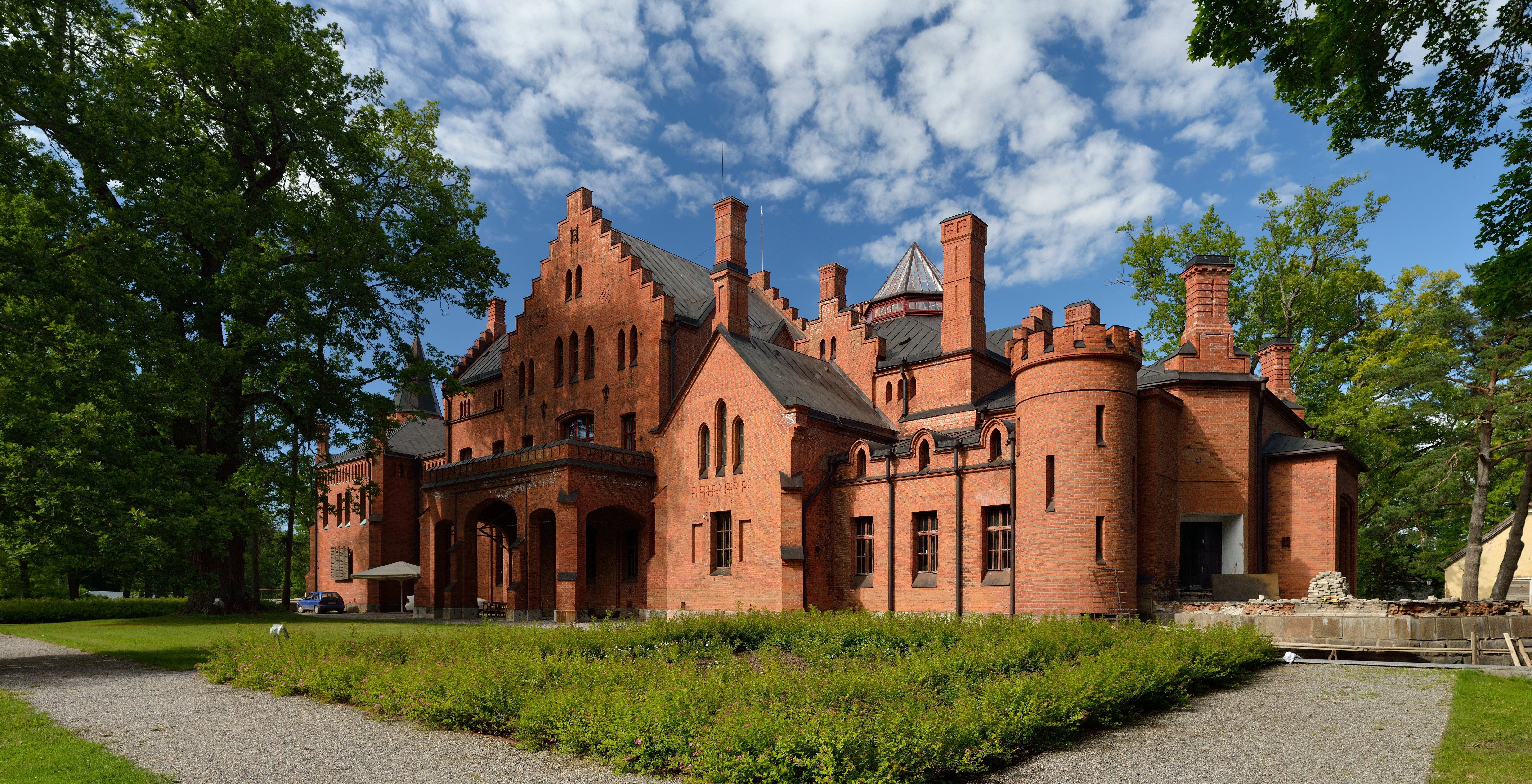

Municipis urbans:
- Tõrva
- Valga

Municipi rurals:
- Helme
- Hummuli
- Karula
- Otepää
- Palupera
- Puka
- Põdrala
- Sangaste
- Taheva
- Tõlliste
- Õru